# Belägringen av Birsen
Belägringen av Birsen var en svensk belägring av Birsen mellan 20 augusti och 26 augusti år 1625. Belägringen resulterade i en svensk seger.

## Bakgrund
Sommaren 1625 ankom en svensk här under befäl av Gustav II Adolf till Livland efter att stilleståndet i kriget mot Polsk-Litauiska samväldet utgått. Två veckor efter ankomsten erövrades Kokenhusen efter en kort belägring och fälttåget fortsatte längs Dünafloden. Staden Selburg intogs utan strid, efter vilket en rad slott även föll i svenska händer. Svenska hären lämnades sedan i ett befäst läger vid orten Nemunelio Radzivilski medan vägarna mot Birsen rekognoscerades. Kungen återvände samtidigt till huvudlägret vid Keggum för att överlägga med Axel Oxenstierna. Den 12 augusti gick han igen söderut och nådde den 20 augusti Birsen.

## Belägringen
Svenskarna grävde sig fram mot fästningen ifrån två riktningar och anlade även verk över belägringsgravarna som betäckning mot besättningens artillerield. Det svenska artilleriet verkade däremot inte mot fästningen, vilken övergavs redan den 26 augusti efter att de svenska belägringsarbetena nått slottsgraven.